# Dyscia phthinopora
Dyscia phthinopora là một loài bướm đêm trong họ Geometridae.